# بطولة كاريوكا 1966
بطولة كاريوكا 1966 هو موسم من بطولة كاريوكا. فاز فيه نادي بانغو أتلتيكو.